# おしえて!うれしぴ
『おしえて!うれしぴ』は、2007年4月2日から同年9月28日まで、フジテレビ系列で放送されていた情報番組『わかってちょーだい!』の11時台枠の料理コーナーである。通称「うれしぴ」。

## 概要
2007年3月まで放送されていた『こたえてちょーだい!』内の料理コーナー「郁恵・井森のデリ×デリキッチン!」が、番組のリニューアルに伴いタイトルを変更した上でスタートした。なお、『わかってちょーだい!』をネットしていない一部の局でも単独番組として放送された（同番組の項目を参照）。
毎週日替わりの料理人を招いて調理をするコーナーであり、調理終了後には試食の時間も設けられた。また、このコーナーは、放送形態が生放送と事前収録（撮って出し）の2形式があり、金曜日は榊原郁恵が生放送のラジオ番組へ出演したため、必ず事前収録で放送された。
このコーナーから井森美幸の出演曜日が減り、月曜はユンソナ、金曜はパンツェッタ・ジローラモらホリプロ所属のタレントも出演し、また番組タイトルから『郁恵・○○の』が消滅した。
2007年9月28日に親番組『わかってちょーだい!』の終了と共に本コーナーも終了を迎え、『郁恵のお料理がんばるゾ!』以来17年間続いた榊原メインの料理番組は本コーナーを持って幕を閉じた。

## 放送時間
- 2007年4月2日 - 9月28日 月 - 金曜10:55頃  - 11:10頃（JST）

## 出演者
司会
- 月曜日:榊原郁恵・ユンソナ
- 火～木:榊原郁恵・井森美幸
- 金曜日:榊原郁恵・パンツェッタ・ジローラモ

## 過去に放送されたフジテレビの料理番組
- 夕食ばんざい
- 郁恵のお料理がんばるゾ!
- 郁恵の今日何にする?
- 郁恵・井森のお料理BAN!BAN!
- 郁恵・井森のデリ×デリキッチン!

| フジテレビ 平日午前11時前後の料理コーナー          | フジテレビ 平日午前11時前後の料理コーナー | フジテレビ 平日午前11時前後の料理コーナー |
| 前番組                                             | 番組名                                    | 次番組                                    |
| -------------------------------------------------- | ----------------------------------------- | ----------------------------------------- |
| こたえてちょーだい! 郁恵・井森のデリ×デリキッチン! | わかってちょーだい!・おしえて!うれしぴ    | ハピふる!・らいぶdeキッチン               |